# 関東鉄道水海道営業所
関東鉄道水海道営業所（かんとうてつどうみつかいどうえいぎょうしょ）は、茨城県常総市水海道高野町字根田に所在した関東鉄道のバス営業所。営業所の近くには鉄道の南水海道信号所と水海道車両基地もある。最寄りの停留所は「水海道車庫」。営業所略記はMitsuKaidoのMK。
2017年12月16日付で取手営業所と統合・移転し、守谷営業所となった。なお、2019年3月31日まで車庫そのものは関鉄観光バス水海道営業センターとして使用していた。

## 現行路線

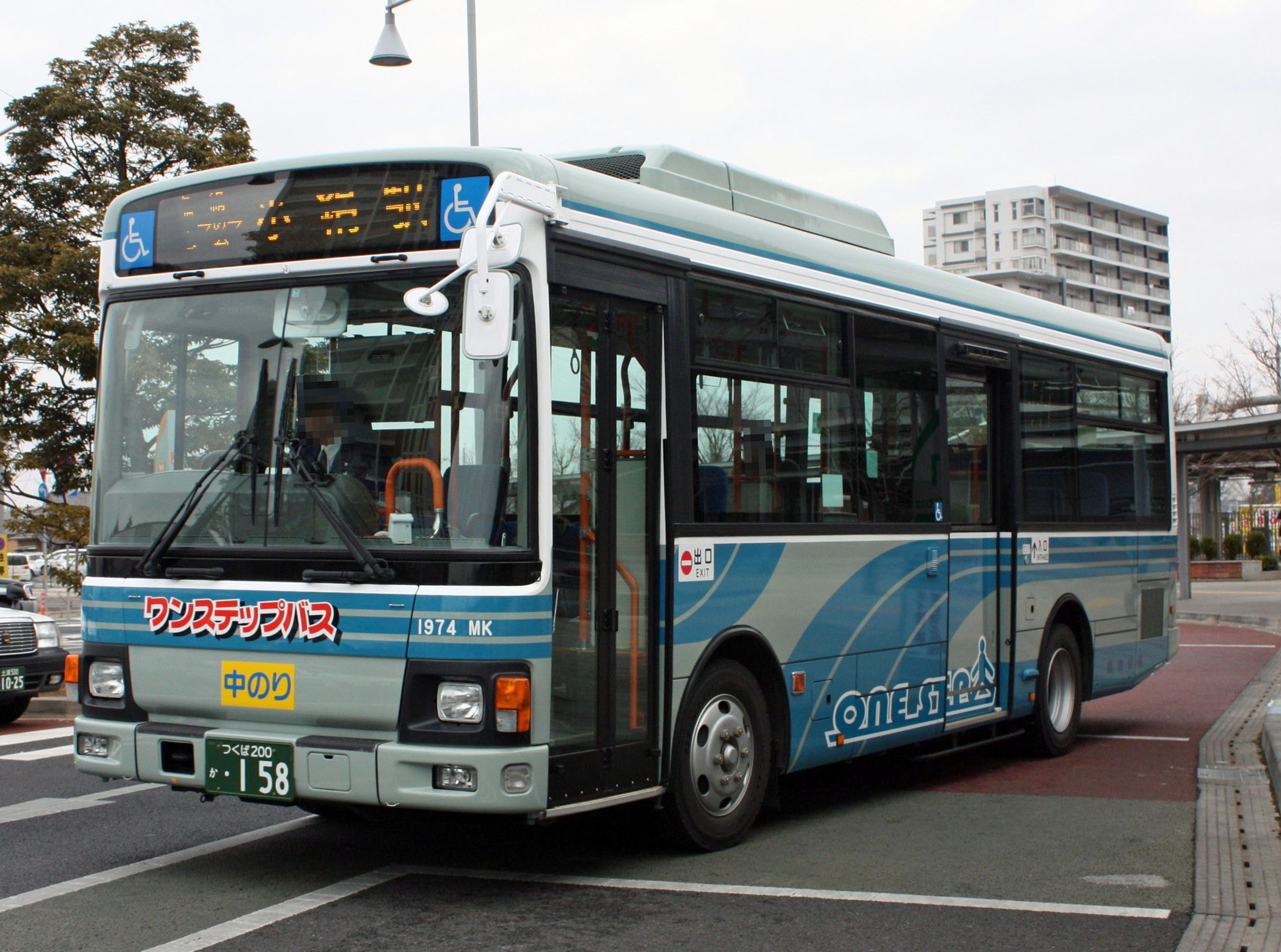
路線バス 1974MK

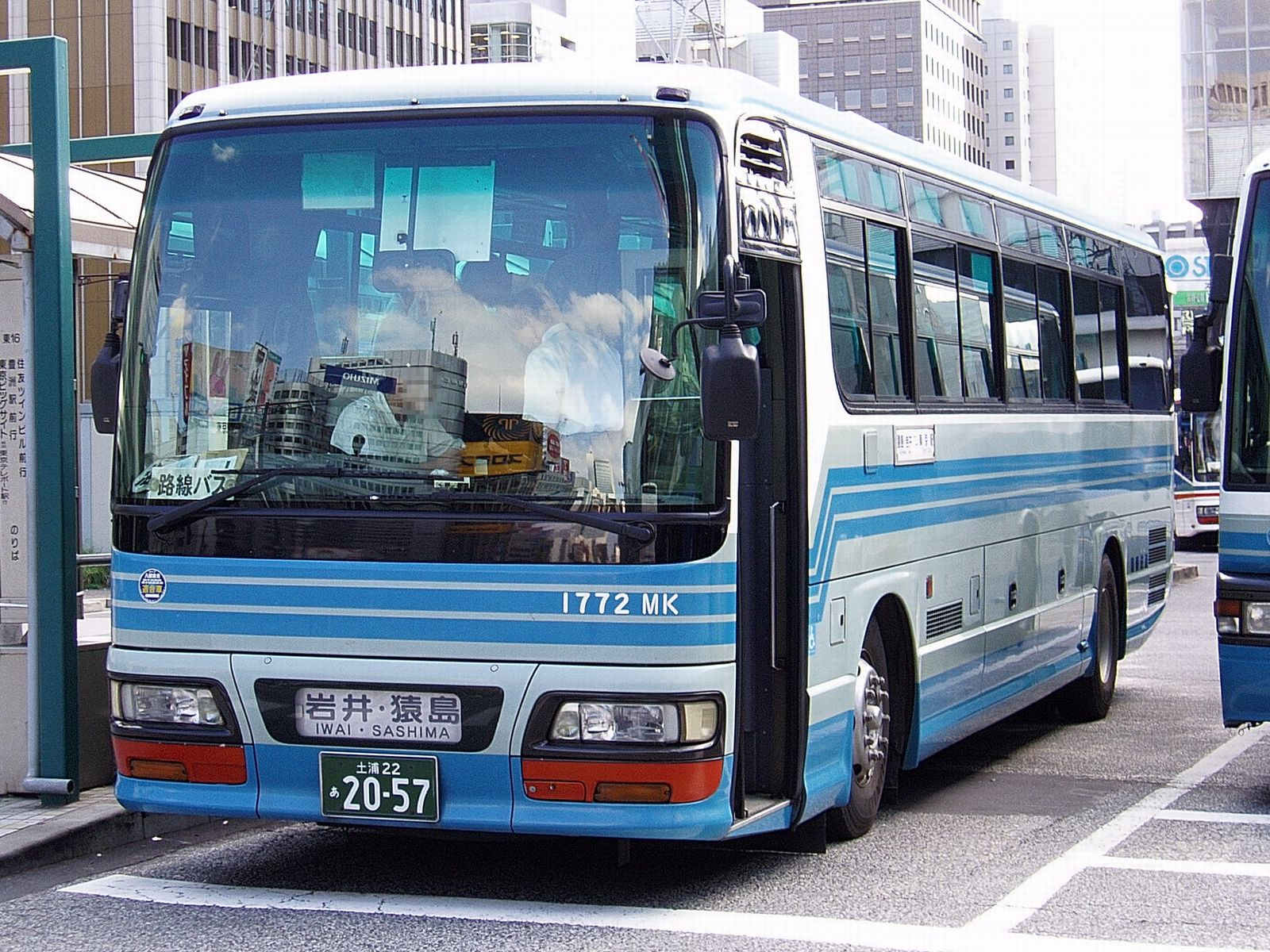
高速バス 1772MK

守谷駅と常総ニュータウン北守谷・南守谷・絹の台・きぬの里、ひがし野、パークシティ守谷、ヒルズ美園などの守谷市内やつくばみらい市小絹、常総市､内のニュータウンを結ぶ路線を中心に､坂東市への路線を有している｡その他、周辺地域の私立小・中・高校のスクールバスや企業送迎などの特定運用も数多く担当している。
2005年（平成17年）8月24日の首都圏新都市鉄道つくばエクスプレス開業に伴い、大幅に路線が整理され、守谷駅を発着する路線が複数新設された。2017年9月16日のダイヤ改正にて､水海道駅と坂東市、つくば市、土浦市を結ぶ路線を関東鉄道つくば中央営業所へ移管した｡

### 路線バス
ここでは、当営業所管轄のバス路線を列挙する。「深夜バス」は1.5割増の深夜運賃である。また、太字の区間内（守谷市内）で利用する場合は、運賃上限210円及び、昼間時間帯割引（毎週金曜日の9時 - 17時は運賃が大人100円、小人50円）が適用される。
- 守谷駅西口 - 守谷市役所 - 守谷高校入口 - 久保ケ丘3丁目 - 新守谷駅 （深夜バスあり、平日夜のみ[4]）
  - 守谷駅西口 → 守谷市役所 → 守谷高校入口 →　久保ケ丘 → せせらぎの小路 → 小絹中学校 （深夜バス、平日夜のみ[4]）
- 守谷駅西口 - 御所ケ丘 - 第一病院前 - 研修センター前 - 北守谷公民館 （北守谷シャトル、急行）
- 守谷駅西口 - 市民交流プラザ前 - せせらぎの小路 - きぬの里2丁目 - きぬの里 - 自然博物館入口 - 岩井バスターミナル（急行）[注釈 2][5]

関東鉄道常総線から坂東市岩井に行くほぼ唯一の路線で5往復程度である。以前は岩井バスターミナルから先、猿島バスターミナルまで行っていたが廃止になった(廃止直前は土休日1往復のみ)。坂東市内では一部のバス停しか停車しない急行運転を行う。
- 守谷駅西口 - 神田山 - 辺田三差路 - 原口 - 岩井局前 - 岩井バスターミナル（直行。平日のみ）[注釈 3][6]

坂東市岩井から守谷駅方向に通勤・通学する人に特化したダイヤを組んでおり、平日朝は守谷駅方向のみ、平日夕方は岩井方向のみの運行である。
平日の朝守谷方向、夜は岩井方向のみの運行である。
上記の急行よりも停まるバス停の数が少ない。
- 守谷駅西口 - 市民交流プラザ前 - せせらぎの小路 - きぬの里2丁目 - きぬの里 - 内守谷工業団地中央 - 内守谷工業団地
  - 守谷駅西口 - 市民交流プラザ前 - せせらぎの小路 - きぬの里2丁目 - きぬの里
- 守谷駅西口 - 松ケ丘公園前 - 美園中央 - イオン取手店 - 美園 - 松ケ丘公園前 - 守谷駅西口 （美園循環）
  - 守谷駅西口 → 松ケ丘公園前 → 美園中央 → イオン取手店  → 美園
- 守谷駅東口 - ひがし野三丁目中央 - みずき野七丁目 - 谷井田 - 取手駅西口[7] [注釈 4]
  - 守谷駅東口 - ひがし野三丁目中央 - みずき野七丁目 - 谷井田 - 大橋
  - 守谷駅東口 → ひがし野三丁目中央 → けやき通り中央 → 守谷駅東口（みずき野循環）
  - 守谷駅東口 → ひがし野三丁目中央 → けやき通り中央（深夜バス、平日夜のみ[4]）
- 取手駅西口 → 戸頭駅入口 → 守谷駅西口 → 久保ケ丘 → 水海道駅 （深夜バス、毎週金曜深夜と休前日前夜のみ[8]）
- 水海道駅 - 神田山（かどやま） - 岩井バスターミナル [注釈 5]（2018年3月31日に廃止）

2017年9月16日のダイヤ改正にて往路は朝､復路は午後の1便へ減便されている｡この系統は守谷駅発着と違い坂東市内も急行運転はしない。

### コミュニティバスの受託運行
- モコバス（守谷市）
- みらい号（つくばみらい市）
- 坂東号（坂東市）

### 企業送迎バスの受託運行
- 守谷駅西口 - SMC筑波技術センター
- 守谷駅西口 - キヤノンエコロジーインダストリー[9]
- 守谷駅西口 - 東京鐵骨橋梁本社（取手工場）
- 取手駅西口 - キヤノン取手事業所 [注釈 6]

### スクールバスの受託運行
- つくばセンター - 水海道駅 - 守谷駅西口 - 江戸川学園取手中学校・高等学校 [注釈 7]
- 取手駅東口 - 江戸川学園取手小学校[10]
- 守谷駅西口 - 江戸川学園取手小学校[10]

### その他送迎バスの受託運行
- 守谷駅西口 - 戸頭駅 - 取手競輪場 [注釈 8]

## 廃止路線

### 路線バス
- 水海道駅 - 勘助 （ - 2003年11月30日）[注釈 9]
- 水海道駅 - 豊体 - 藤代駅（ - 2003年11月30日）
- 水海道駅 - 古谷入口 - 平松 - 岩井
- 水海道駅 - 上郷
- 水海道駅 - 筑波大学病院
- 水海道駅 - 石下駅
- 水海道駅 - 一言主神社
- 水海道駅 - 向地 - 平松 - 野木崎 - 守谷駅
- 水海道駅 - 小絹駅 - 守谷駅 - 野々井 - 取手駅西口（ - 2006年9月30日 [注釈 10]）
- 守谷駅西口 - 市民交流プラザ前 - せせらぎの小路 - 絹の台 - 小絹駅 （2006年12月16日 - 2011年10月2日[11]）
- 守谷駅東口 - 守谷駅西口前 - イオンタウン守谷 - ジョイフル本田入口 - 西友楽市前 - 美園 - イオン取手店 - パークシティ守谷（地域間交流バス。2010年10月1日[12] - 2013年4月30日[13]）
- 新守谷駅 -  御所ケ丘 - 守谷町役場（2001年10月1日 - 2001年12月14日）
- 守谷町役場 - 松ケ丘 - 美園 - 戸頭公園前 - 戸頭駅（2001年10月1日 - 2001年12月14日。翌日より2路線を統合）
- 新守谷駅 - 御所ケ丘 - 守谷町役場（市役所） - 松ケ丘 - 西友楽市 - 美園 - 戸頭公園前 - 戸頭駅（2001年12月15日 - 2005年8月23日）
- 新守谷駅 - 久保ケ丘 - 御所ケ丘 - ショッピングセンター - 新守谷駅（1982年9月16日 - 1989年10月15日。翌日より新守谷循環に移行）
- 新守谷駅 - 御所ケ丘 - 第一病院 - 松前台 - 久保ケ丘 - 立沢公園 - 新守谷駅 （新守谷循環。1989年10月16日[14] - 2005年8月23日）
- パークシティ守谷 - けやき通り中央 - 戸頭団地西  - 戸頭南 - 布施入口 - 北柏駅 （1985年8月26日[15] - 2009年12月31日[16][17]）[注釈 11]
  - パークシティ守谷 - けやき通り中央 - 向山 - 戸頭南 - 布施入口 - 北柏駅 （1985年8月26日 - 2009年12月31日）
- 福祉循環バス（常総市）（ - 2009年（平成21年）12月30日[18]）
- 水海道車庫 - 水海道駅 - 福岡寺前 - 福岡 - 逆川 - みどりの駅 - 谷田部四ツ角 - 谷田部中央 - 榎戸 - 赤塚 - 気象台 - 五十塚 - 並木団地南 - 学園並木 - 天川団地入口 - 土浦橋 - 千束町 - 土浦一中前 - 亀城公園前 - 川口町 - 土浦駅 - 土浦一高前 - 土浦工業高校前 - 合同庁舎
- ※2017年9月15日廃止｡これにより､水海道車庫を発着する路線が全廃となった｡水海道駅 - 土浦駅間は､2017年9月16日のダイヤ改正にて､関東鉄道つくば中央営業所へ移管されている｡
  - 谷田部車庫- 学園並木 - 天川団地入口 - 亀城公園前 - 土浦駅 ※2017年9月16日のダイヤ改正にて､関東鉄道つくば中央営業所へ移管された｡

### 高速バス
- 守谷駅西口 - 石岡 - 那珂IC - 常陸大宮市総合福祉センター - 茨城交通バス大子営業所 （奥久慈号)（2005年8月24日[19] - 2006年5月31日[20][注釈 12]）
- 守谷駅西口 - 新守谷駅 - あみプレミアム・アウトレット （2009年10月13日[21] - 2010年10月15日[22]）
- 南守谷 - 新守谷駅入口 - 上野駅・東京駅 （常総ルート）（2000年8月1日[23] - 2005年10月31日[24]）
- 岩井 - 水海道駅 - 新守谷駅入口 - 都営浅草駅・上野駅・東京駅 （常総ルート）（1999年2月1日[25]- 2016年12月31日[26]）

## 車両
当所は守谷市内で狭隘道路を運行する路線が多いこともあり、中型車の配置が多いが、つくばエクスプレス開業後の路線改変や契約輸送の拡大に伴い、大型路線車の配置も再び増えている。
大型路線車は、京成バスや松戸新京成バスなど京成グループからの移籍車が中心であるが、近年は小田急バス、尼崎市交通局の三菱ふそう・エアロスターノンステップバスや、京浜急行バスのいすゞ・エルガワンステップバスなど、京成グループ以外からの移籍車も配置されている。　また低床車以外では、藤沢神奈交バスからの移籍車も在籍する。
自社発注車も在籍し、三菱ふそう・エアロスターノンステップ、いすゞ・エルガワンステップがそれぞれ在籍する。そのうち、エルガは2列シート主体の長尺郊外路線仕様で、主につくばみらい市の小学校スクールバスで使用されるが、休日は筑波山シャトルバスなど、一般路線にも用いられている。
中型路線車は、自社発注の日野・レインボー、日野・レインボーⅡ、いすゞ・エルガミオ、三菱ふそう・エアロミディMKのノンステップ、ワンステップ車が主力で、関東鉄道の他営業所に比べ、いすゞ車の割合がやや少ないのが特徴。
また2016年現在、中型車の移籍車は存在しない。
かつては、富士重工業の6Eボディを架装するいすゞLRが多く在籍していたが、現在はすべて廃車されている。
高速車は「常総ルート」と「奥久慈号」用だったが、「常総ルート」の南守谷線は2005年（平成17年）10月末に廃止、2016年（平成28年）12月末で全廃。「奥久慈号」も2006年（平成18年）5月末で廃止された。これに伴う余剰車の一部は関鉄グリーンバス鉾田営業所へ転出した。
また、守谷市コミュニティバスのモコバス用として、いすゞエルガミオノンステップ、三菱ふそう・ローザ、坂東市コミュニティバスばんどう号用として、日野・ポンチョ、つくばみらい市コミュニティバスみらい号用として、三菱ふそう・ローザがそれぞれ配置されており、それらの予備車として、一般路線カラーの三菱ふそう・エアロミディMEも1台配置されている。
また契約輸送用としては、元神奈川中央交通の三菱ふそう・エアロスターワンロマ車や、元東急バスの日野・BRCワンステ、江戸川学園取手小学校のスクールバス用として、日野・メルファなどが配置されている。